# 新城市立黄柳野小学校
新城市立黄柳野小学校（しんしろしりつ つげのしょうがっこう）は、かつて愛知県新城市黄柳野にあった公立小学校。

## 概要
- 旧・南設楽郡鳳来町の小学校であった。2013年（平成25年）、新城市立山吉田小学校と統合し、新城市立黄柳川小学校の開校により廃校。
- 廃校後、校舎は2013年5月27日から2014年3月まで黄柳野高等学校学生寮として使用された[注釈 1]。2016年1月からは「つげの活性化ヴィレッジ」（起業家向けの貸オフィス・貸作業場）となっている[1]。

## 沿革
- 1875年（明治8年） - 開校。
- 1878年（明治11年） - 黄柳村と多利野村が合併し、黄柳野村が発足する。
- 1887年（明治20年） - 尋常小学黄柳野学校に改称する。
- 1889年（明治22年）10月1日 - 下吉田村、上吉田村、黄柳野村、竹之輪村が合併し、山吉田村が発足する。
- 1892年（明治25年） - 黄柳野尋常小学校に改称する。
- 1906年（明治39年） - 山吉田第三尋常小学校に改称する。
- 1912年（明治45年）1月 - 現在地に校舎を新築し、移転する。
- 1941年（昭和16年）4月1日 - 山吉田第三国民学校に改称する。
- 1947年（昭和22年）4月1日 - 山吉田村立黄柳野小学校に改称する。
- 1956年（昭和31年）9月30日 - 山吉田村が鳳来町に編入される。同時に鳳来町立黄柳野小学校に改称する。
- 1990年（平成2年）3月 - 校舎を新築する。
- 2005年（平成17年）10月1日 - 鳳来町が新城市に編入される。同時に新城市立黄柳野小学校に改称する。
- 2013年（平成25年）3月 - 廃校。